# آندری میخنویچ
آندری میخنویچ (بلاروسی: Андрэй Анатолевіч Міхневіч, Andrej Michnievič؛ زادهٔ ۱۲ ژوئیهٔ ۱۹۷۶) پرتابگر وزنه اهل بلاروس است. وی در مسابقات کشوری و بین‌المللی در مجموع برندهٔ ۱ مدال طلا شده‌است. چندین مدال میخنویچ به علت مثبت اعلام شدن دوپینگ از وی پس گرفته شده است.